# Дърво на пътешественика
Дървото на пътешественика (Ravenala madagascariensis) е растение, което се среща най-често в горещи и умерено влажни местности. То изглежда като палма и достига до височина 30 m. Произлиза от Мадагаскар. В Африка се среща в зоната на влажните тропични гори. То е наречено така, защото в листата му се съдържа вода, която може да утоли жаждата на пътешественика.